# Toni Stooss

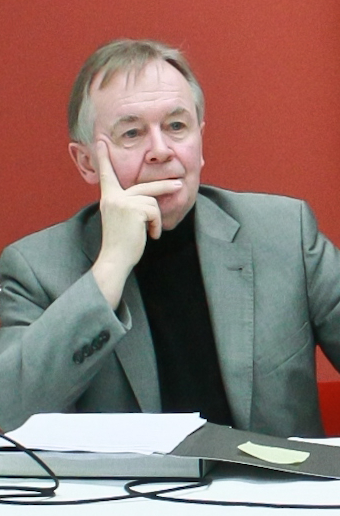
Toni Stooss (2010)

Toni Stooss (* 13. Juli 1946 in Bern) ist ein Schweizer Ausstellungsmacher und Kunsthistoriker.

## Leben und Wirken
Stooss studierte in Bern Kunstgeschichte, Archäologie und Publizistik. 1970 wechselte er an die Freie Universität Berlin. Er arbeitete zunächst als Kunstkritiker und für das Schweizer Fernsehen. 1972 begann er, bei der Gestaltung von Ausstellungen mitzuarbeiten. Von 1978 bis 1982 war er in Berlin in leitender Position beim Deutschen Akademischen Austauschdienst (DAAD). 
1982 bis 1992 war Stooss Ausstellungsleiter am Kunsthaus Zürich und betreute dort Ausstellungen sämtlicher Sparten, von historischen Ausstellungen über Klassische Moderne bis zu Gegenwartskunst und Film.
1992 wurde er als Direktor der zu gründenden Kunsthalle nach Wien berufen. Die Tätigkeit in Wien beendete er mit einer Alberto-Giacometti-Retrospektive. 1995 wurde er Direktor des Kunstmuseums Bern, das sich im April 2001 von ihm trennte.
Ab 2002 war Stooss freischaffender Kunsthistoriker und Kurator. Er kuratierte u. a. eine Maria-Lassnig-Ausstellung in Zürich, betreute in Appenzell die Sammlung der Stiftung Liner sowie die Kunsthalle Ziegelhütte und wurde 2005 Direktor des Museums der Moderne in der Stadt Salzburg als Nachfolger von Agnes Husslein. Seine Nachfolgerin wurde 2013 Sabine Breitwieser.
2014 wurde Stooss mit dem Großen Verdienstzeichen des Landes Salzburg ausgezeichnet.